# Tirà diademat ventrenegre
El tirà diademat ventrenegre (Ochthoeca thoracica) és un ocell de la família dels tirànids (Tyrannidae).

## Hàbitat i distribució
Habita la vegetació prop de corrents fluvials dels Andes del Perú i Bolívia.